# Rio Itambacuri
Rio Itambacuri är ett vattendrag i Brasilien.   Det ligger i delstaten Minas Gerais, i den sydöstra delen av landet, 700 km öster om huvudstaden Brasília.
Omgivningarna runt Rio Itambacuri är huvudsakligen savann. Runt Rio Itambacuri är det mycket glesbefolkat, med 4 invånare per kvadratkilometer.